# Aliança Nacional de la Dona Jove
L’Aliança Nacional de la Dona Jove va ser una organització antifeixista de carácter juvenil creada per Esquerra Republicana, les Joventuts Socialistes Unificades i Estat Català, per involucrar les dones joves que es mantenien apolítiques a treballar des de la rereguarda i per donar suport als soldats al front. Hi van participar també les entitats i agrupacions Joventut «La Falç», Joventut Palestra, diverses organitzacions sindicals, el Club Femení i d’Esports de Barcelona, Joventuts de Izquierda Republicana, Joventuts del Partit Federal Ibèric, FETE, BEN, FNEC i Ajut Infantil a la Reraguarda. I es va integrar en l’Agrupació de Dones Antifeixistes d'Espanya.
Es constituí el 2 d’abril de 1937, i el diumenge 25 d’abril va tenir lloc el míting inaugural al Teatre Nou de Barcelona. Van intervenir-hi Montserrat Martínez Ventura, que en seria la presidenta, Anna Font, per la FNEC; Carme Planas, per la Joventut «La Falç»; Matilde Muñoz, pel Sindicat de la Llar (UGT); Margarida Abril, per les obreres tèxtils; Pepeta Rovira, per Izquierda Republicana; Teresa Pàmies, per la JSUC, i una representant d’Estat Català. Els dies 30 i 31 de juliol de 1937 se celebrà la Primera Conferència Nacional al Palau de Belles Arts, de Barcelona, on es va aprovar el programa d’aquesta organització al llarg de la guerra.
L'entitat tingué la seu de Barcelona a la Ronda de la Universitat, número 35, pis principal, d’on fou requisada la senyera amb el nom de l’entitat que ha estat retinguda amb els «Papers de Salamanca», i retornada en el setè lliurament.